# Actinote trinitatis
Actinote trinitatis är en fjärilsart som beskrevs av Jordan 1913. Actinote trinitatis ingår i släktet Actinote och familjen praktfjärilar. Inga underarter finns listade i Catalogue of Life.